# Bánh xèo

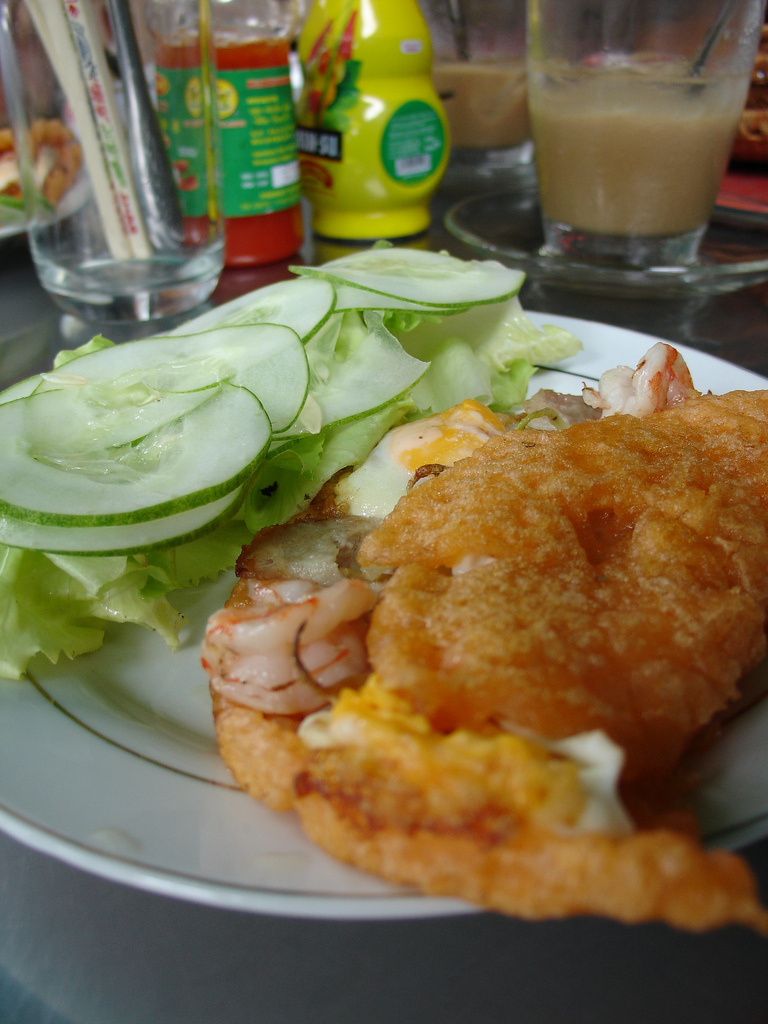
Bánh xèo Huế

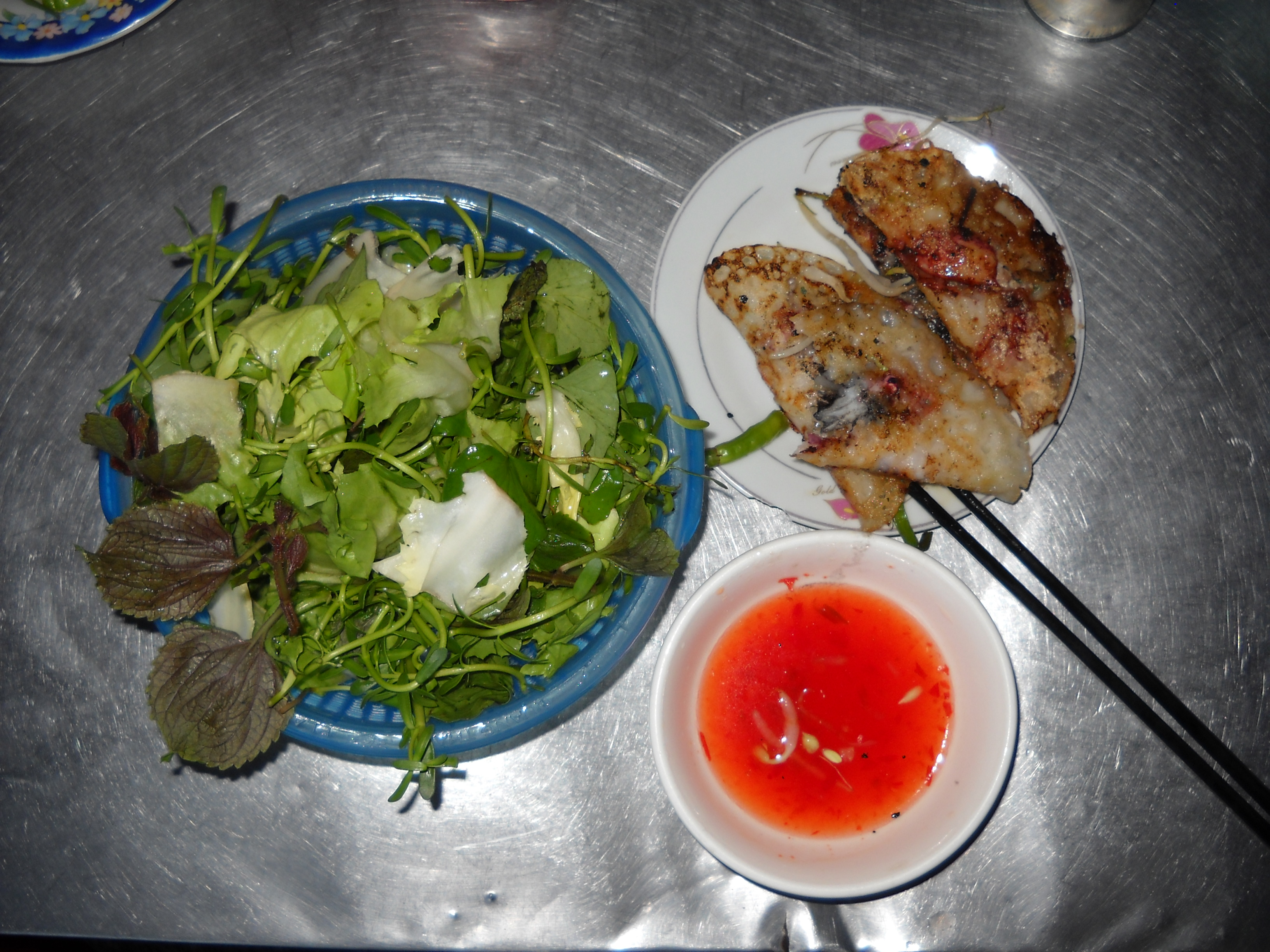
Bánh xèo nhân mực ở Nha Trang

Bánh xèo là một loại bánh phổ biến ở châu Á, phiên bản bánh xèo của Nhật Bản và Triều Tiên có bột bên ngoài, bên trong có nhân là tôm, thịt, giá đỗ, kim chi, khoai tây, hẹ, (bánh xèo Triều Tiên); tôm, thịt, cải thảo (Nhật Bản) được rán màu vàng, đúc thành hình tròn hoặc gấp lại thành hình bán nguyệt. Tuỳ theo từng địa phương tại Việt Nam mà bánh được thưởng thức với nét đặc trưng riêng. Thường có 2 phương pháp chính: đổ bánh xèo giòn và bánh xèo dai. Ăn bằng hai cách: ăn bốc hoặc ăn bằng đũa.

## Việt Nam
Tại Huế, món ăn này thường được gọi là bánh khoái và thường kèm với thịt nướng, nước chấm là nước lèo gồm tương, gan, lạc. Tại miền Nam Việt Nam, bánh có cho thêm trứng và người ta ăn bánh xèo chấm nước mắm chua ngọt. Tại miền Bắc Việt Nam, nhân bánh xèo ngoài các thành phần như các nơi khác còn thêm củ đậu thái mỏng hoặc khoai môn thái sợi.Ở miên Tây Việt Nam bánh xèo được coi là đặc sản
Các loại rau ăn kèm với bánh xèo rất đa dạng gồm rau diếp, cải xanh, rau diếp cá, tía tô, rau húng, lá quế, lá cơm nguội non... Ở Cần Thơ có thêm lá chiết, ở Đồng Tháp thêm lá bằng lăng, ở Vĩnh Long có thêm lá xoài non, ở Bạc Liêu có thêm lá cách. Cầu kỳ nhất là ở các vùng miền Trung Việt Nam, ngoài rau sống, còn thêm quả vả chát, khế chua. 
Bánh xèo Phan Thiết khác với bánh xèo ở những nơi khác là bánh nhỏ chỉ bằng cái lòng chén và không cuốn với rau xà lách mà thả vào tô nước mắm chín (nước mắm đã được giã với tỏi và ớt). Trên đường Tuyên Quang có nhiều quán bánh xèo rất ngon nên còn có tên là "phố bánh xèo".
Hoa sen tuy ở giữa chốn bình dị nhưng vẫn thể hiện sự thanh khiết, cao quý. Từ ý nghĩa đó, "bánh xèo hoa sen" tại Sài Gòn là một món ăn mới mà nghệ nhân Mười Xiềm đã chăm chút sáng tạo. Kết hợp nguyên liệu truyền thống cùng hạt sen, ngó sen, củ sen càng làm cho chiếc bánh xèo đậm đà tình quê. Bên cạnh đó, bánh xèo A Phủ, bánh xèo Đinh Công Tráng vẫn giữ được hương vị và phong cách riêng trên hai mươi năm qua.

## Triều Tiên

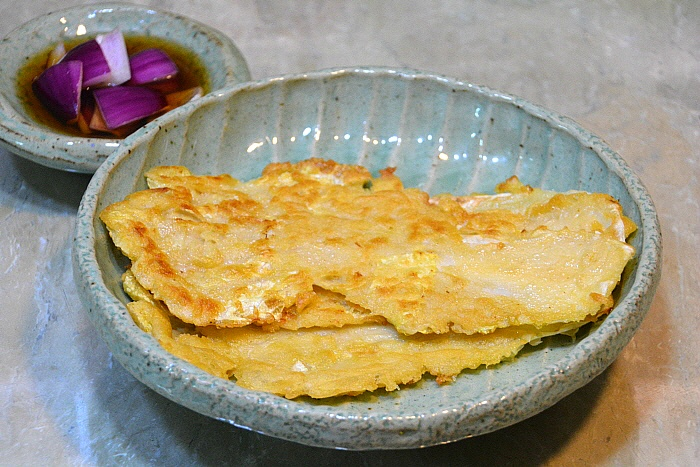
Baechujeon – bánh xèo cải thảo

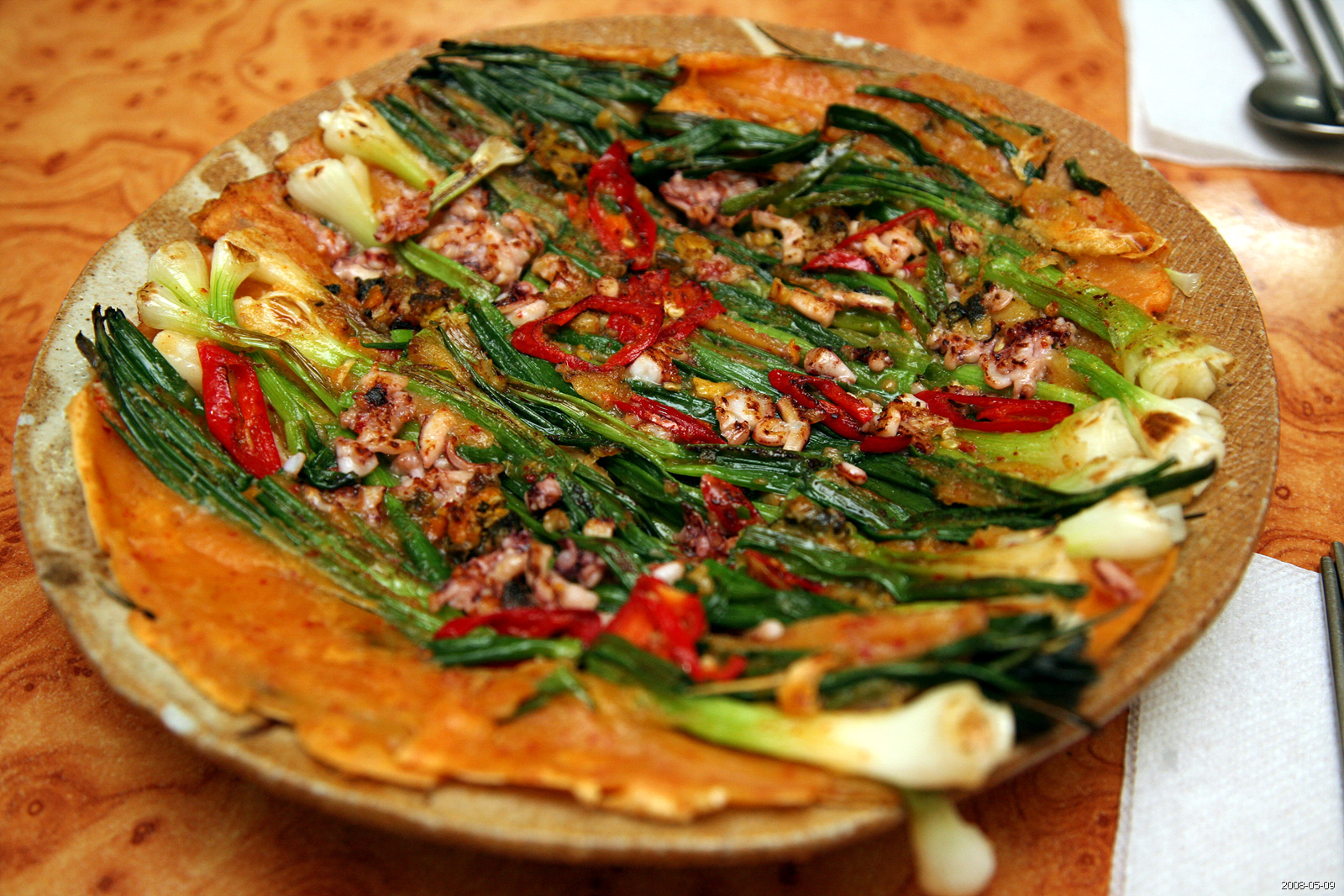
Dongnaepyeon – bánh xèo hành lá (nguyên cây)

Bu-Ju-Cheon (Bánh xèo hẹ) là món ăn nhẹ, ăn khuya hoặc dùng khi nhậu. Ăn bánh xèo BuChuCheon thì không uống với rượu Soju mà dùng rượu gạo Makgeolli. Trong nhà hàng, khi đặt rượu gạo Makgeolli người ta sẽ bưng ra một cái ấm nhỏ nhìn như ấm trà và vài cái chén. Rượu gạo Makgeolli phải được uống bằng chén. Hoặc họ bưng ra một cái tô bằng gỗ hoặc bằng sành to đựng rượu Makgeolli, có cái vá. Thực khách sẽ tự dùng vá múc ra chén. Rượu gạo Makgeolli có vị thơm, ngọt ngọt, màu trắng đục như màu của sữa. Có thể so sánh mùi vị Makgeolli như vị của cơm rượu nhưng cơm rượu thì đồng độ rượu cao hơn, vị ngọt hơn.

## Nhật Bản

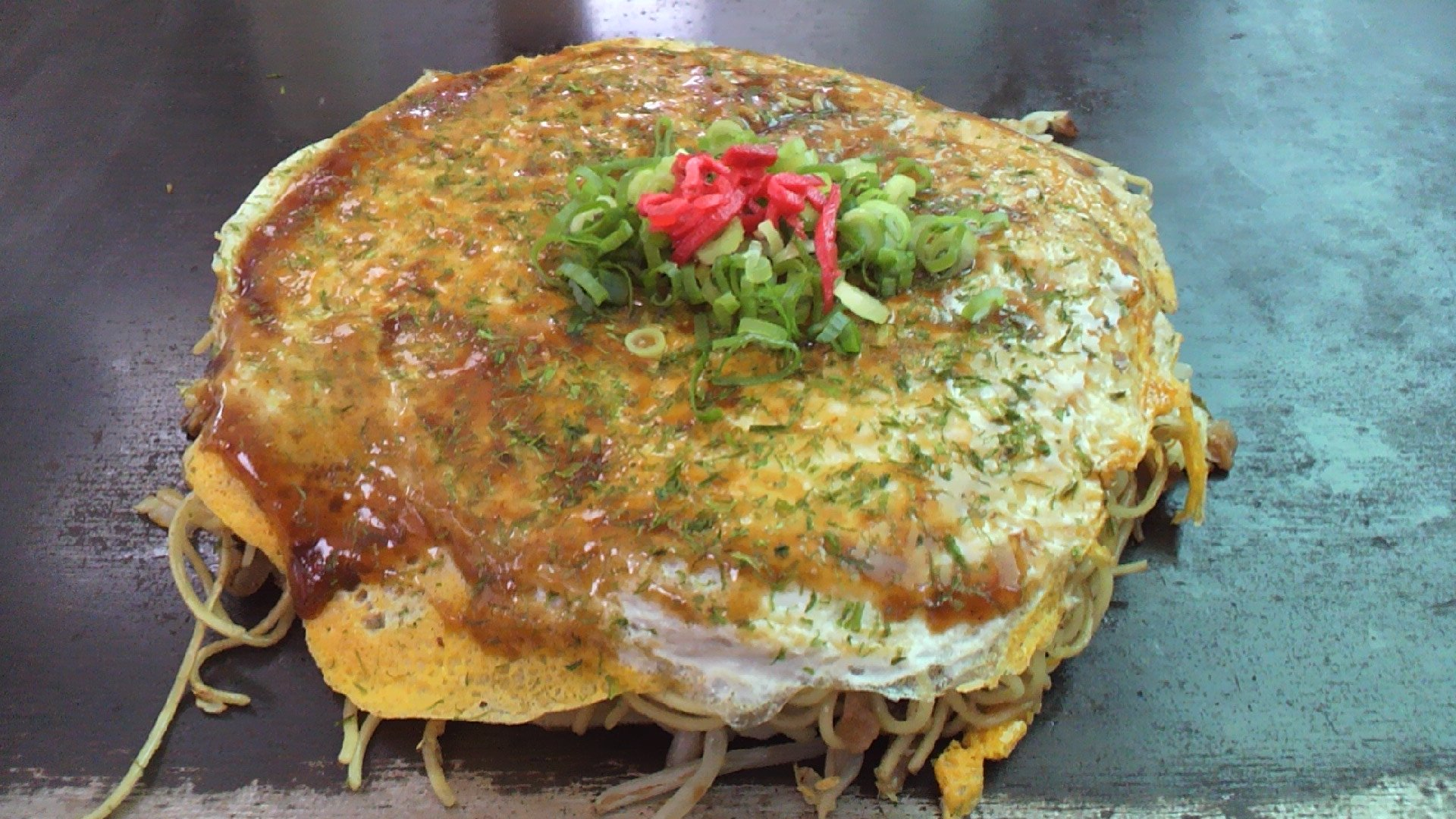
Bánh xèo Okonomiyaki ở Hiroshima

Okonomiyaki là một loại bánh xèo áp chảo gồm nhiều loại nguyên liệu. Tên của bánh được ghép từ okonomi nghĩa là "thứ bạn thích/muốn", và yaki nghĩa là nấu nướng (ví dụ như "yaki" trong tên các món yakitori- gà nướng và yakisoba- mì nấu). Okonomiyaki được xem là món ăn đặc trưng của vùng Kansai hoặc Hiroshima, nhưng món này có mặt khắp nơi trên đất Nhật. Nguyên liệu làm đế bánh và làm nhân thay đổi tùy từng vùng. Okonomiyaki của Tokyo nhỏ hơn ở Hiroshima và Kansai.

## Chế biến

### Việt Nam

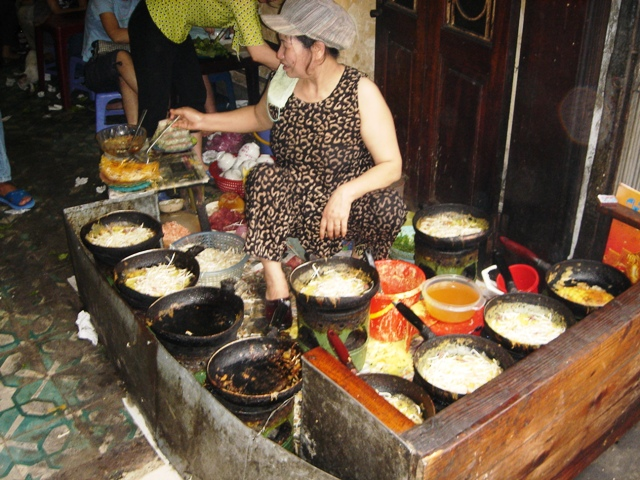
Làm bánh xèo tại một quán ăn ở Hà Nội

- Gạo được ngâm nước cho nở. Xong cho nghệ tươi (bánh sẽ ngon hơn so với dùng nghệ khô) hoặc bột nghệ (nếu là bột nghệ thì xay gạo xong hãy cho vào trộn chung với hỗn hợp gạo xay nhuyễn) vào, xay nhuyễn hỗn hợp bột gạo ngâm nở với nghệ tươi cắt nhỏ (đa phần đều dùng máy xay để xay gạo vì nhanh, tiết kiệm thời gian và công sức nhưng ngày trước dùng cối bằng đá để xay, hiện nay có một số gia đình vẫn còn giữ loại cối này và sử dụng). Hiện nay đã có một số nhãn hiệu bột bánh xèo trộn sẵn, được bày bán rộng rãi, khi mua về chỉ cần pha nước theo tỉ lệ cho trước là có thể mang đi đổ bánh ngay. Ngoài nghệ để tạo cho bánh có màu vàng, nhiều nơi còn sử dụng nước màu dừa để tạo màu cho bánh, bánh đổ ra thường có màu hơi nâu vàng thay vì có màu vàng như nghệ. Đặc biệt bánh xèo vỏ hầu như chỉ có gạo, không cho thêm nguyên liệu khác để tạo màu và thường không có nhân bánh.
- Kế tiếp cho nước cốt dừa khô (dừa khô nạo nhuyễn cho nước ấm vào bóp sơ rồi vắt nước) vào hỗn hợp với bột đã xay xong, để khoảng 30 phút. Trước khi đổ bánh cho hành lá cắt nhỏ (khoảng 5 mm) vào hỗn hợp bột, trộn đều. Nhiều vùng không sử dụng nước cốt dừa trong bột bánh.
- Phần nhân bánh gồm thịt ba chỉ, khi luộc cho chút muối vào nồi, thái mỏng tôm rồi xào sơ và cho chút muối với bột ngọt, đậu xanh đãi vỏ luộc chín, giá luộc sơ. Ở nhiều vùng, nhân bánh chỉ được sơ chế, ướp sẵn mà không cần làm chín trước khi đổ bánh.
- Dùng chảo to để chiên bánh, trước khi đổ bột vào dùng một ít dầu ăn cho vào chảo đợt dầu nóng, rồi dùng giá múc một muỗng bột đổ vào chảo, sau đó nghiêng chảo sao cho bột tráng đều chảo thành một hình tròn, đậy nắp lại đến khi bột hơi chín thì cho nhân vào phần giữa, đậy nắp lần nữa và chờ vài giây là bánh đã chín giòn. Ở miền trung, bánh xèo được đổ trong các khuông tròn và phẳng đáy, kích thước vừa phải.
- Nước mắm để chấm với bánh xèo phải dùng nước mắm ngon pha với nước, nước cốt chanh (để ngon không nên dùng giấm), đường cát, một ít bột ngọt, cà rốt thái nhuyễn, ít ớt bằm nếu ăn cay.

### Nhật Bản
- Thịt, tôm rửa sạch. Tôm bóc vỏ xắt hạt lựu cùng với thịt. Ướp ½ muỗng bột nêm và xíu tiêu.
- Bắp cải rửa sạch, xắt mỏng.
- Xắt nhỏ gừng đỏ và hành lá.
- Trộn chung bột, nước và trứng vào thố, sau đó cho tôm, thịt, bắp cải, gừng và hành lá vào, trộn đều. Vì trong bịch bột đã có gia vị nên không cần nêm thêm gia vị nữa.
- Bắc chảo không dính lên bếp, tráng 1 ít dầu ăn vào chảo. Đổ bột vào chảo, sau 5 phút bánh vàng 1 mặt thì lật mặt bên kia xuống chiên thêm 3 phút nữa.
- Chiên tuần tự cho hết lượng bột đã trộn.

### Triều Tiên
- Pha 1 chén rưỡi nước lạnh vào bột. Khuấy đều rồi cho tất cả nguyên vật liệu trên vào. Hỗn hợp bột sẽ lỏng hơn bột bánh xèo của Việt Nam một chút. Không cần nêm nếm gì thêm.
- Cắt nhỏ các loại hải sản rồi chần sơ với nước sôi pha chút rượu trắng, vớt ra để ráo nước. Giữ lại một bát con nước luộc, để nguội.
- Hành lá và hẹ cắt khúc dài khoảng 5 cm.
- Trộn bột mì với đường, tỏi, giấm, muối. Sau đó đổ nước luộc hải sản vào, trộn đều.Thả hành, hẹ cắt khúc vào hỗn hợp bột, trộn đều.
- Đánh tan trứng, để riêng.
- Đổ 1/3 lượng trứng lên trên phần nhân hải sản.
- Bắc chảo, cho dầu ăn chiên vàng một mặt trước rồi trở sang mặt kia. Mặt kia của bánh vì có lá hẹ nổi lên nên lá hẹ mau bị khét. Nên canh lửa vừa.

## Thưởng thức

### Việt Nam
Bánh xèo ăn bằng cách cuốn với rau bẹ rộng, thêm rau sống và chấm với nước chấm tùy vùng miền.

### Nhật Bản
Bánh chín, cho ra đĩa, tưới sốt okonomiyaki và sốt mayonnaise lên, cuối cùng cho cá ngừ bào vào là có thể dùng được.

### Triều Tiên
Bánh xèo hẹ ăn chung với kim chi, chấm nước tương. Pha 2 muỗng canh nước tương, nửa muỗng cà phê giấm, nửa muỗng cà phê đường, ít bột ớt, ít củ hành tây, ớt sừng và hành lá xắt nhuyễn.

## Bánh khoái

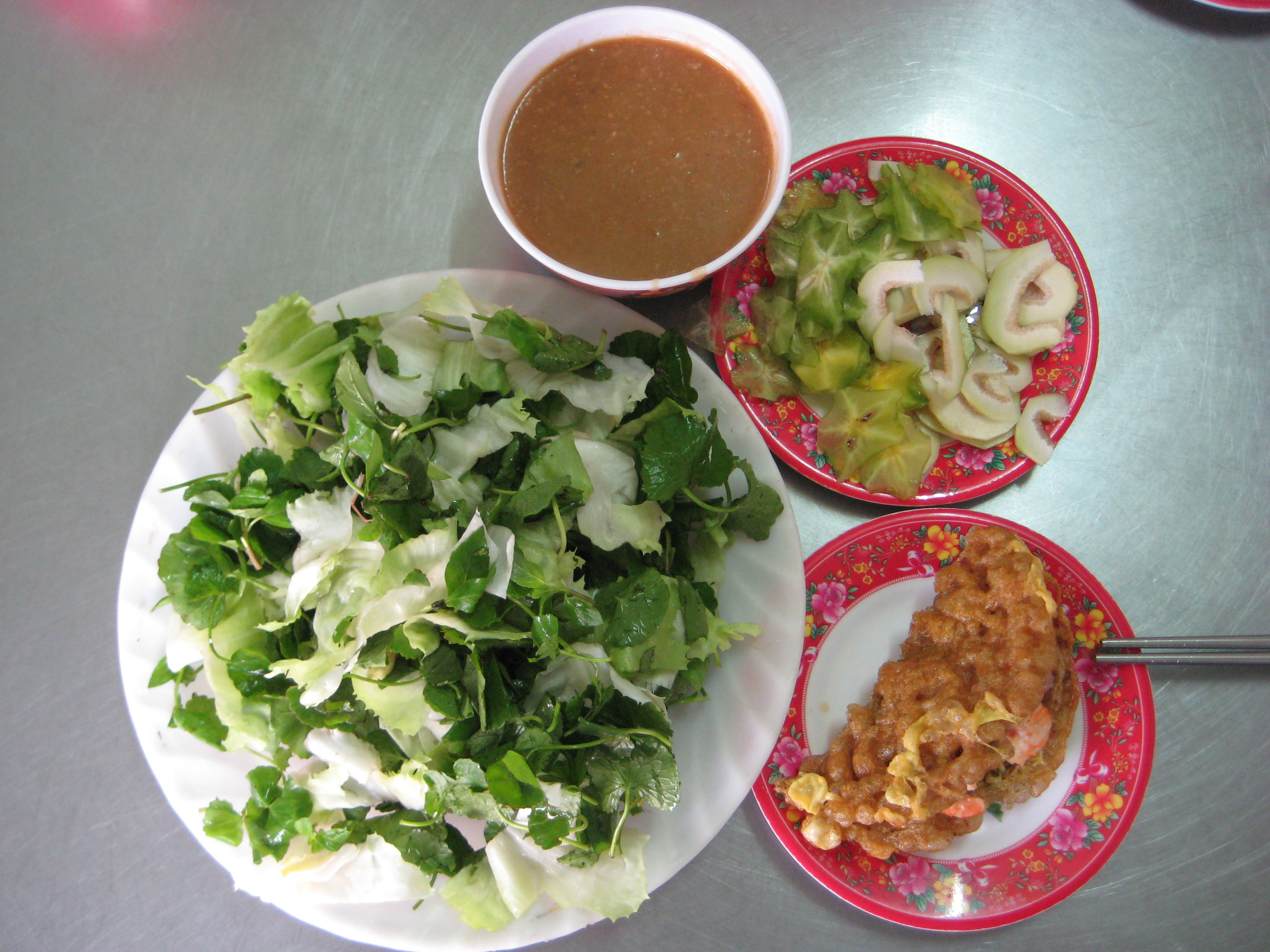
Bánh khoái được dùng với rau sống, khế, vả và nước chấm

Bánh khoái là một loại bánh xèo, có bột gạo bên ngoài, bên trong có nhân là tôm, chả, giá đỗ, được nặn hình bán nguyệt. Bánh khoái đổ bằng bột gạo xay đánh sệt với nước và lòng đỏ trứng, sau đó thêm tiêu, hành, mắm, muối, tôm, thịt bò (hoặc chim) nướng thái lát, mỡ thái lát nhỏ, giá sống.
Tên gọi "bánh khoái" được nhiều người lý giải theo các cách hiểu khác nhau. Có người cho rằng nguyên gốc ban đầu là "bánh khói". Để làm bánh khoái, người ta tráng lớp dầu rất mỏng lên chảo và đun nóng sau đó thì đổ bột vào và tráng đều. Tại thời điểm này có luồng khói bốc lên từ bánh. Người Huế phát âm từ khói tựa như khoái. Bánh khoái chỉ có ở Huế và rất khó làm vì bánh mà chả có luồng khói thì chẳng qua cũng là bánh xèo. Bí quyết đề có luồng khói là lớp dầu mỏng chỉ đủ làm một cái bánh cho một lần chêm dầu.
Tại Huế nổi tiếng với món bánh khoái Thượng Tứ, vùng đất phía Đông Nam kinh thành Huế.
Thực tế theo truyền thống Bánh xèo được làm từ bột gạo, được pha trộn với gia vị vừa phải, và có nhân là thịt heo hoặc tôm và được dùng với nước chấm là mắm với một ít chanh làm tăng theo thêm khẩu vị, để không bị ngán ta dùng thêm lá cải hoặc lá lốt rồi thưởng thức nhớ mãi không quên, đó chính là bánh xèo truyền thống.